# Les Plantiers
 Les Plantiers  es una población y comuna francesa, situada en la región de Languedoc-Rosellón, departamento de Gard, en el distrito de Le Vigan y cantón de Saint-André-de-Valborgne.

## Demografía
| 299 | 257 | 227 | 228 | 221 | 228 |
| Para los censos de 1962 a 1999 la población legal corresponde a la población sin duplicidades (Fuente: INSEE [Consultar]) |     |     |     |     |     |